# Baranski Gyula
Baranski Gyula (más írásmóddal: Baránszky, Baranszky; Zólyom, 1867. február 5. – Budapest, 1953. május 25.) lengyel származású magyar ügyvéd, gyorsíró, keresztényszociális fővárosi politikus, a huszadik század első felében a lengyel–magyar kapcsolatok jelentős alakja.
Jogásznak tanult, de indulásától kezdve széleskörű társadalmi aktivitást fejtett ki a budai katolikusság, a keresztényszocialista politikai mozgalmak, a mentőügy, a dalárdamozgalom és a gyorsírás terén. Számos egyesület megalapításában működött közre és töltött be bennük vezető tisztséget.
Emlékét napjainkban sem a városvédő, sem a lengyel szervezetek nem őrzik.

## Élete
Lengyel nemesi családból származott, irataik szerint rokonságban álltak a magyar Corvinokkal. Nagyapja Bem katonájaként került Magyarországra, részt vett az 1848–1849-es szabadságharc küzdelmeiben. Apja Baranski Sándor állami mérnök volt. Anyja Forst Franciska, testvére Baranski Emil László festőművész.
Középiskoláit Szegeden, Kecskeméten és a Budapesti II. Kerületi Királyi Egyetemi Katolikus Főgimnáziumban végezte. Jogi tanulmányait a Budapesti Kir. Magyar Tudományegyetemen folytatta. 1890-ben avatták doktorrá, ügyvédi oklevelét 1894-ben szerezte meg. Egyetemi évei alatt részt vett a Szent Imre Kör megalapításában és az Országgyűlés gyorsíróirodájában gyakornokoskodott. Később a Magyar Gyorsíró Társaság alelnöke, majd 1943-tól elnöke lett. 1919-től 1942-ig közreműködött a Magyar Gyorsíró c. lap szerkesztésében. Jogászi pályafutása részeként a német és lengyel nyelvek törvényszéki tolmácsaként is működött.
1899-ben feleségül vette opatowi Adamofsky Péter papírkereskedő lányát, Katalint, aki korábban Kurz Albert felesége volt. A házaspár a Krisztinavárosban telepedett le.
Fővárosi politikai pályáját mint virilista póttag kezdte. 1906-tól 1927-ig rendes tagként a jogügyi, a kegyúri és a szociális bizottságokban dolgozott, előbb a Szebeny Antal vezette Szabad Polgárok városi pártja, aztán a Wolff Károly-féle Keresztény Községi Párt, majd a Ripka Ferenc főpolgármesterhez kötődő Egységes Községi Polgári Párt képviselőjeként. 1909-ben a közgyűlés vitájában éles hangon szólalt fel az ellen, hogy Ady Endre „Ferenc József Koronázási Jubileumi Díj” és 2000 korona adományozásban részesült. A magyar- és vallásellenes, erkölcstelen verselés mellett szóvá tette, hogy a 4-10 ezer koronáért felolvasásokat tartó költőnek nincs szüksége a szociális céllal létrehozott díjra. 1910-ben a keresztényszocialisták jelöltjeként Szombathelyen elindult az országgyűlési választásokon, de késve, alig néhány nappal a választások előtt jelentették be indulását és elbukott.
1910 és 1912 között Divéky  Adorjánnal, Nyáry Alberttel, Palóczi Edgárral, Miklóssi Ferdinánd Leóval és másokkal együttműködve részt vett a Magyar–Lengyel Egyesület megszervezésében. 1913-ban a Segítő Boldogasszony Templomépítő Egyesület bizottsági tagja lett és közreműködött a kőbányai Lengyel-templom építésének megszervezésében. Választmányi tagja volt a Magyar Mickiewicz Társaságnak is.
1917-ig az Igaz Szó főszerkesztője volt és rendszeresen írt a Budai Napló c. újságba. A Budai Katolikus Kör ügyvezető alelnökeként jó barátja volt Kanter Károly várplébánosnak, akit fizikailag is védelmezett az ellene irányuló erőszaktól. 1921-ben a Krisztinavárosi Kaszinó másodelnökévé választották.
Egész életében szívesen énekelt, külföldre is eljárt a Budai Dalárdával. Egy időben vezetője volt az Országos Dalos Szövetségnek.
1924-ben Horthy Miklós kormányzó kormányfőtanácsossá nevezte ki.
1941-ben ünnepelte a 25. évfordulóját annak, hogy a budapesti mentőknél ügyészként dolgozik.
A Farkasréti temetőben nyugodott, de sírját felszámolták.

## Írások, beszédek, interjúk
- (1931. április 17.) „Áldozó csütörtökön Székesfehérvárra Prohászka püspökhöz!”. Nemzeti Újság 13 (86), 2. o. (Hozzáférés: 2024. december 20.)

## Tagságok
Közreműködés alapításban:
- Budai Katholikus Kör (ügyvezető alelnök)
- Rákóczi Internátus és Érseki Gimnázium (igazgatótanácsi tag)
- Szabad Polgári Kör Krisztinavárosi Kaszinó (másodelnök)
- Budai Ambulatórium
- Magyar Gyorsíró Társaság (alelnök, elnök)

Igazgatás, vezetés:
- I. kerületi első számú iskolaszék (elnök)
- Általános Közjótékonysági Egyesület
- Budai Csónakázó Egylet
- Budai Dalárda
- Budapesti Önkéntes Mentő Egyesület
- Hollós Mátyás Társaság
- Kerületi szociális szövetség (alelnök)
- Klotild Szeretetház
- Magyar–Lengyel Kereskedelmi Kamara (alelnök)
- Magyar–Lengyel Egyesület (alelnök)
- Országos Dalos Szövetség (ügyvezető elnök)
- Segítő Boldogasszony Templomépítő Egyesület (bizottsági tag)